# Cyclophyllum urophyllum
Cyclophyllum urophyllum là một loài thực vật có hoa trong họ Thiến thảo. Loài này được (Valeton) A.P.Davis mô tả khoa học đầu tiên năm 2008.